# Rio Azul (vattendrag i Brasilien, Mato Grosso)
Rio Azul är ett vattendrag i Brasilien.   Det ligger i delstaten Mato Grosso, i den centrala delen av landet, 900 km nordväst om huvudstaden Brasília.
I omgivningarna runt Rio Azul växer i huvudsak städsegrön lövskog. Trakten runt Rio Azul är nära nog obefolkad, med mindre än två invånare per kvadratkilometer.